# Alen Stanešić
Alen Stanešić (sinh ngày 25 tháng 3 năm 1983) là một cầu thủ bóng đá người Croatia.

## Sự nghiệp câu lạc bộ
Alen Stanešić đã từng chơi cho Cerezo Osaka.